# American Basketball League (años 1960)
La American Basketball League (ABL) fue una liga de baloncesto profesional estadounidense creada en 1961, y de la cual solamente se disputó una temporada y media. Tiene el mismo nombre que otra liga profesional que transcurrió entre 1925 y 1955.

## Historia
La liga se fundó por iniciativa de Abe Saperstein, al serle negada una franquicia en la NBA para la ciudad de Los Ángeles y ver que en su lugar, era el equipo de los Minneapolis Lakers, el que se trasladaba a la ciudad californiana en la liga más potente de ese momento. Como reacción a esto, convenció a una serie de equipos de las ligas National Alliance of Basketball Leagues (NABL) y de la Amateur Athletic Union (AAU). A pesar de que en varias ciudades la asistencia de público fue notable, el cambio de ciudad de varios equipos, unido a la escasez de grandes estrellas en la liga y a problemas económicos, la liga desapareció a mediados de su segunda temporada.

## Lista de equipos
| - Chicago Majors (1961/62-62/63) - Cleveland Pipers (1961/62) - Kansas City Steers (1961/62-62/63) - Long Beach Chiefs (1961/62-62/63, como Hawaii Chiefs en 1961/62) - Los Angeles Jets (1961/62, desaparecido durante esa temporada) | - Oakland Oaks (1961/62-62/63, como San Francisco Saints en 1961/62) - Philadelphia Tapers (1961/62-62/63, como Washington Tapers en 1961/62; trasladados a Nueva York como New York Tapers en 1961/62) - Pittsburgh Rens (1961/62-62/63) |

## Galardones
Únicamente se otorgaron galardones en 1962, la única temporada completa de la competición.

### MVP
- Connie Hawkins

### Mejores quintetos

#### 1erequipo
- Bill Bridges (Kansas City Steers)
- Larry Staverman (Kansas City Steers)
- Connie Hawkins (Pittsburgh Rens)
- Dan Swartz (Wash/NY Tapers)
- Dick Barnett (Cleveland Pipers)

#### 2º equipo
- Herschell Turner (Chicago Majors)
- Johnny Cox (Cleveland Pipers)
- Bill Spivey (Hawaii Chiefs)
- Nick Mantis (Kansas City Steers)
- Ken Sears (San Francisco Saints)
- Tony Jackson (Chicago Majors)

## Otros jugadores destacados
| - Jerry Lucas - Maurice King - Bevo Francis - Larry Siegfried | - Gene Conley - George Yardley - Archie Dees |

## Historial
- 1961/62: Cleveland Pipers 3-2 Kansas City Steers
- 1962/63: Kansas City Steers declarados campeones